# Кинджал

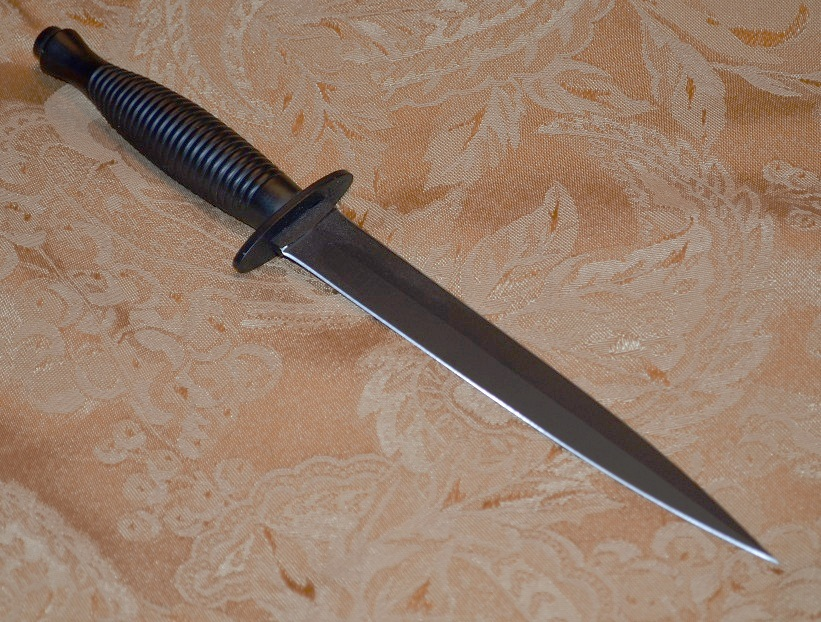
Сучасний кинджа́л Ферберна-Сайкса

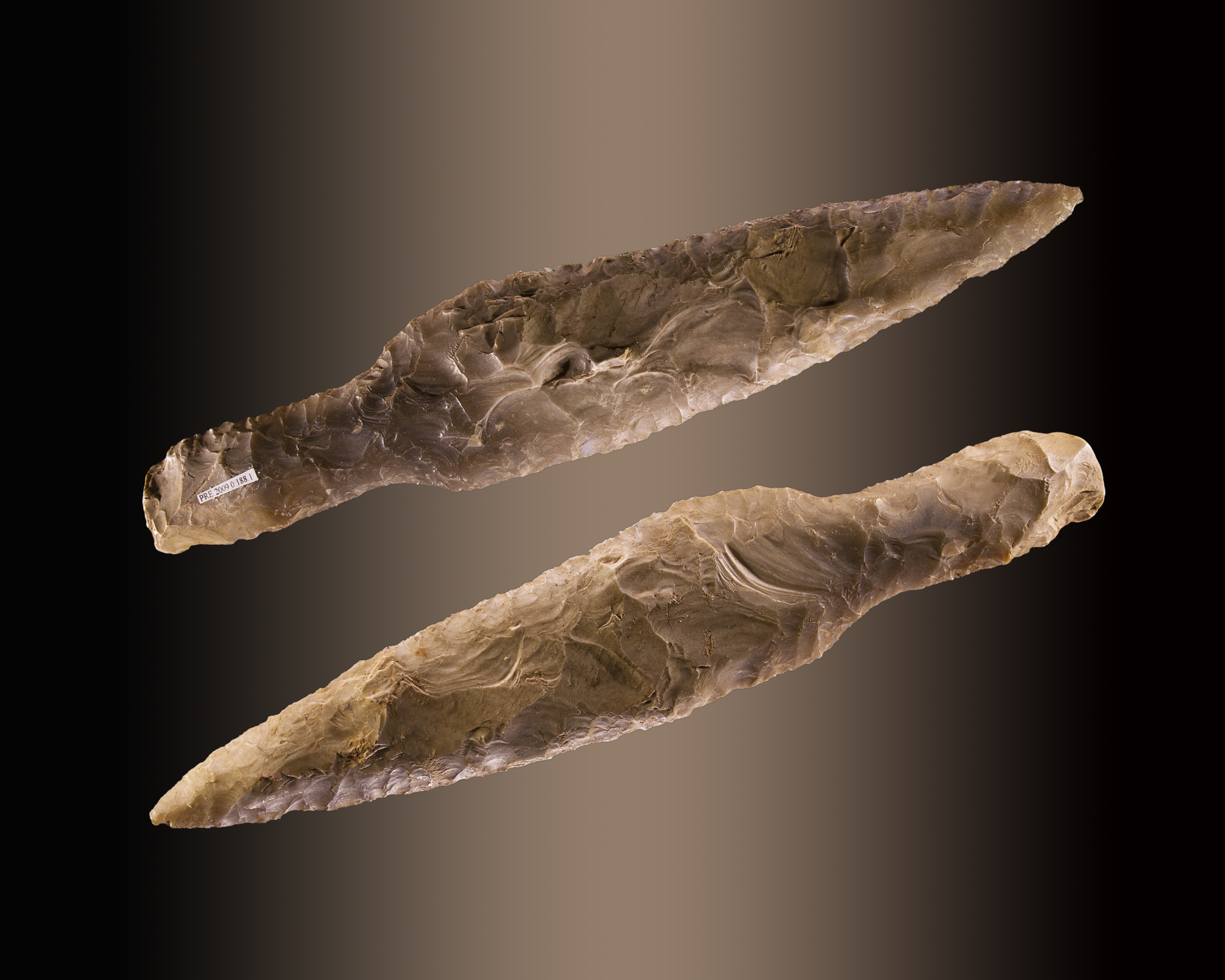
Кинджа́л

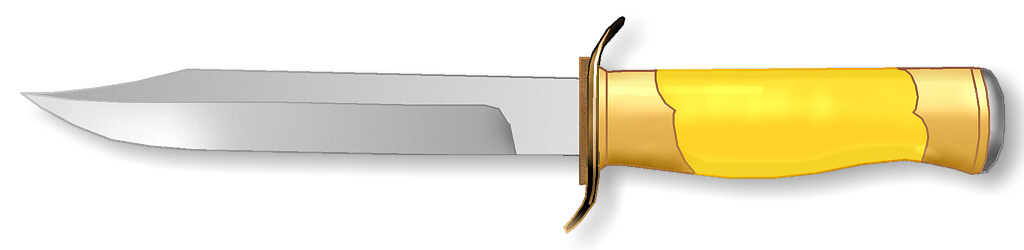
Нагородний «генеральський» армійський кинджал, СРСР, 1942—1944

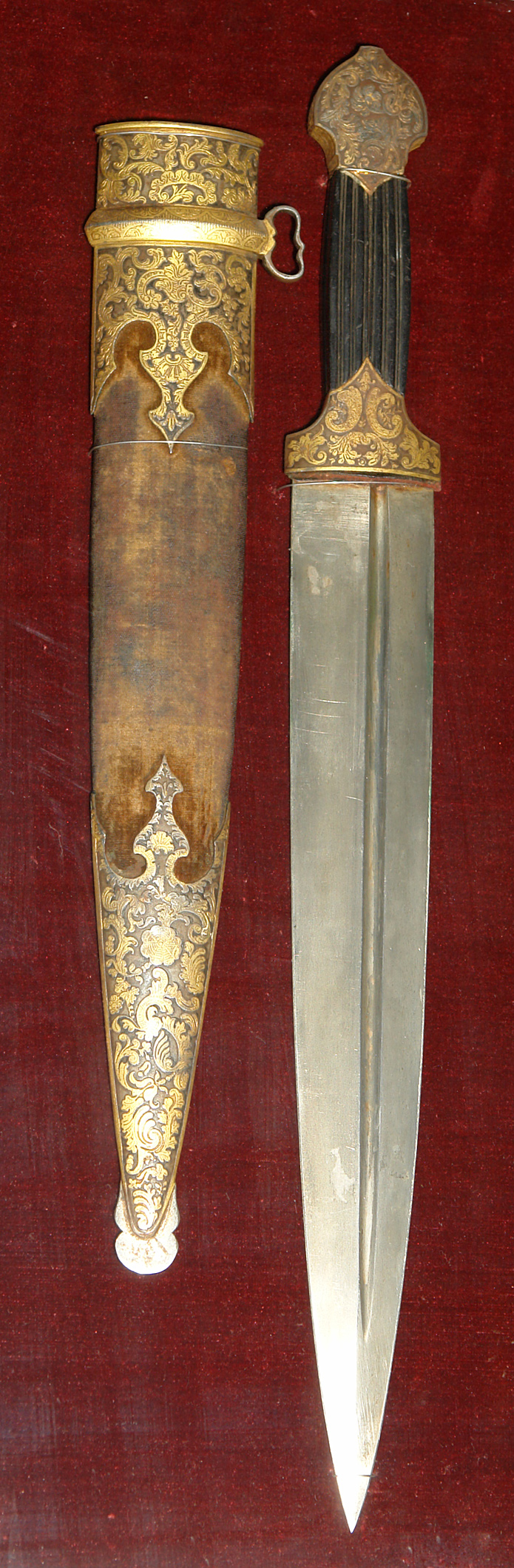
Кинджал з аносовського булату візерунко́вої сталі. 1840

Кинджа́л (від араб. خنجر, ханджар через тюркське посередництво, зокрема, через кум. къынчал) — холодна зброя у вигляді гострого з обох боків клинка, що звужується до кінця. Кинджал призначений для застосування як зброя для нанесення перш за все колючих, а також ріжучих ударів[джерело?].

## Різновиди кинджалів
- Амфісмела
- Баселард
- Бебут — кавказький кинджал із зігнутим двосічним лезом без гарди. Перебував на озброєнні російської армії на початку XX ст.
- Білао
- Бічава
- Дага — кинджал для лівої руки при фехтуванні шпагою, який отримав широке поширення в Європі в XV—XVII століттях.
- Джамбія — арабський кинджал з широким загнутим лезом без гарди. Обов'язкова приналежність чоловічого костюма в Ємені.
- Дирк — шотландський кортик, має довгий прямий клинок полуторної заточки, руків'я без хрестовини.
- Захалявний ніж — слов'янський кинджал з чотиригранним двосічним зігнутим лезом без гарди, який носили за халявою чобота.
- Кама — кинджал, що використовувався у народів Кавказу, Закавказзя і Близького Сходу
- Катар або джамадхар — індійський тичковий кинджал з Н-подібним руків'ям
- Квілон
- Кірпан
- Когай
- Корд — ніж з прямим порівняно вузьким лезом, з рисунком на гарді.
- Крис — індонезійський ніж або кинджал асиметричної форми. Найвідоміші хвилясті різновиди криса.
- Мен-Гош
- Мізерикордія (мізерикорд) — кинджал з вузьким перерізом клинка для проникнення між зчленуваннями лицарських обладунків.
- Пугіо — давньоримський кинджал
- Пуш-дагер — невеликий зазвичай двосічний кинджал з поперечним Т-подібним руків'ям.
- Рондель
- Сай — японський стилет з руків'ям, що робить його схожим на тризуб
- Скінду — невеликий шотландський кинджал, який носили за підв'язкою панчохи
- Скрамасакс — давньогерманський кинджал
- Чинкуеда — італійський кинджал епохи Відродження.
- Швейцарський кинджал
- Бойовий кинджал Ферберна-Сайкса (бойовий ніж) — найвідоміший кинджал Другої світової війни